# Primi ministri di Antigua e Barbuda
I primi ministri di Antigua e Barbuda dal 1981 (data del raggiungimento dell'indipendenza dal Regno Unito) sono i seguenti.

## Primi ministri di Antigua e Barbuda (dal 1981)
| Presidente | Presidente | Presidente      | Partito                    | Elezione | Mandato          | Mandato        |
| Presidente | Presidente | Presidente      | Partito                    | Elezione | Inizio           | Fine           |
| ---------- | ---------- | --------------- | -------------------------- | -------- | ---------------- | -------------- |
|            |            | Vere Bird       | Partito Laburista          |          | 1º novembre 1981 | 9 marzo 1994   |
|            |            | Lester Bird     | Partito Laburista          |          | 9 marzo 1994     | 24 marzo 2004  |
|            |            | Baldwin Spencer | Partito Progressista Unito |          | 24 marzo 2004    | 13 giugno 2014 |
|            |            | Gaston Browne   | Partito Laburista          |          | 13 giugno 2014   | in carica      |